# Hoplia puncticollis
Hoplia puncticollis är en skalbaggsart som beskrevs av Friedrich-August von Gebler 1832. Hoplia puncticollis ingår i släktet Hoplia och familjen Melolonthidae. Inga underarter finns listade i Catalogue of Life.